# Mundanije
Mundanije är en ort i Kroatien.   Den ligger i länet Gorski kotar, i den centrala delen av landet, 150 km sydväst om huvudstaden Zagreb. Mundanije ligger 61 meter över havet och antalet invånare är 509.
Terrängen runt Mundanije är platt åt nordväst, men åt sydost är den kuperad. Havet är nära Mundanije österut.  Närmaste större samhälle är Banjol, 2,9 km sydost om Mundanije. 